# Plectorhinchus macrolepis
Plectorhinchus macrolepis es una especie de peces de la familia Haemulidae en el orden de los Perciformes.

## Morfología
• Los machos pueden llegar alcanzar los 45 cm de longitud total.

## Distribución geográfica
Se encuentra desde Senegal hasta Angola.